# Ascogaster laeviventris
Ascogaster laeviventris är en stekelart som beskrevs av Baker 1926. Ascogaster laeviventris ingår i släktet Ascogaster och familjen bracksteklar. Inga underarter finns listade.